# ウモレオウギガニ
ウモレオウギガニ（学名：Zosimus aeneus）は、十脚目オウギガニ科に分類されるカニ。テトロドトキシン、サキシトキシンの猛毒を持つ。東アフリカ・インド太平洋・ハワイなどに分布する。
甲幅は約8cm。日本では主に南西諸島に分布するが、小笠原諸島、八丈島、伊豆大島のサンゴ礁や岩礁のある浅い海域に生息する。2016年11月4日には和歌山県沖でもイセエビ漁の網にかかり生息が確認された。

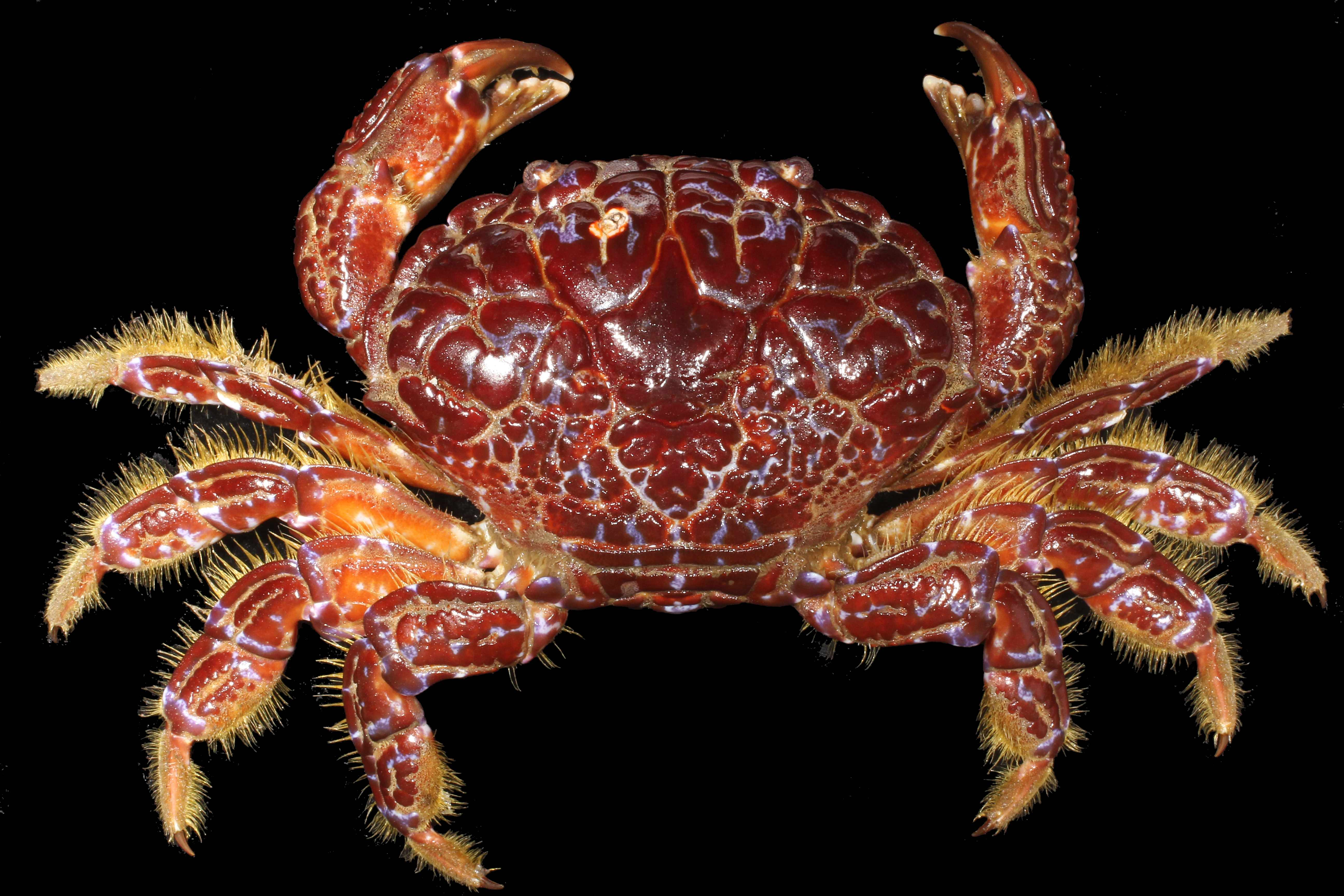
フランス領ポリネシアの個体

全身に麻痺性貝毒を有しており、有毒なカニ類では食中毒の発生や死亡率が最も高いとされている。奄美群島では食中毒による死亡例がある。スベスベマンジュウガニやツブヒラオウギガニなど他の有毒種と同じくハサミの先端が黒いという特徴がある。発見したとしても食用にしないよう注意喚起が行われている。

## 治療
現在、このカニの解毒剤は存在せず、輸液によって毒を徐々に体外へ排出させる方法しかない。